# Abutilon micropetalum
Abutilon micropetalum är en malvaväxtart som beskrevs av George Bentham. Abutilon micropetalum ingår i släktet klockmalvor, och familjen malvaväxter. Inga underarter finns listade i Catalogue of Life.